# Ludovicus Schoenmaekers
Ludovicus Schoenmaekers (ur. 15 września 1931 w Turnhout) – belgijski pływak, uczestnik Letnich Igrzysk 1952 w Helsinkach.
Podczas igrzysk olimpijskich w 1952 roku wystartował na dystansie 200 metrów stylem klasycznym. Zajął 5. miejsce w swoim wyścigu eliminacyjnym uzyskując czas 2:46,3.